# Cultura do Laos
O Budismo contribuiu significativamente para a cultura do Laos. Ele se reflete por todo país não apenas na religiosidade, mas também nas artes, literatura, teatro, etc. A música laociana é dominada pelo khaen, flauta de bambu que é instrumento nacional.
O país tem dois Patrimônios Culturais da Humanidade, de acordo com a UNESCO: Luang Prabang e Wat Phou. O goveno pleiteia o mesmo título para a região da Planície de Jarros.